# Saint-Lanne
Saint-Lanne (okzitanisch: Senlana) ist eine französische Gemeinde mit 121 Einwohnern (Stand: 1. Januar 2022) im Département Hautes-Pyrénées in der Region Okzitanien (vor 2016: Midi-Pyrénées). Sie gehört zum Arrondissement Tarbes und zum Kanton Val d’Adour-Rustan-Madiranais. Die Einwohner werden Saint-Lannais genannt.

## Geographie
Saint-Lanne ist die nördlichste Gemeinde des Départements Hautes-Pyrénées. Sie liegt rund 35 Kilometer nordöstlich der Stadt Pau an der Grenze zum Département Gers in der historischen Region Aquitanien. Das Gemeindegebiet wird vom Fluss Bergons durchquert, an der westlichen Gemeindegrenze verläuft der Saget. Beide sind Zuflüsse des Adour. Umgeben wird Saint-Lanne von den Nachbargemeinden Maumusson-Laguian im Norden und Nordwesten, Cannet im Norden, Goux im Nordosten, Castelnau-Rivière-Basse im Osten, Madiran im Süden, Arrosès im Südwesten, Aydie im Westen und Südwesten sowie Viella im Westen und Nordwesten.

## Bevölkerungsentwicklung
| Jahr                       | 1962 | 1968 | 1975 | 1982 | 1990 | 1999 | 2006 | 2013 | 2020 |
| Einwohner                  | 238  | 208  | 166  | 154  | 125  | 119  | 137  | 124  | 122  |
| Quellen: Cassini und INSEE |      |      |      |      |      |      |      |      |      |

## Sehenswürdigkeiten

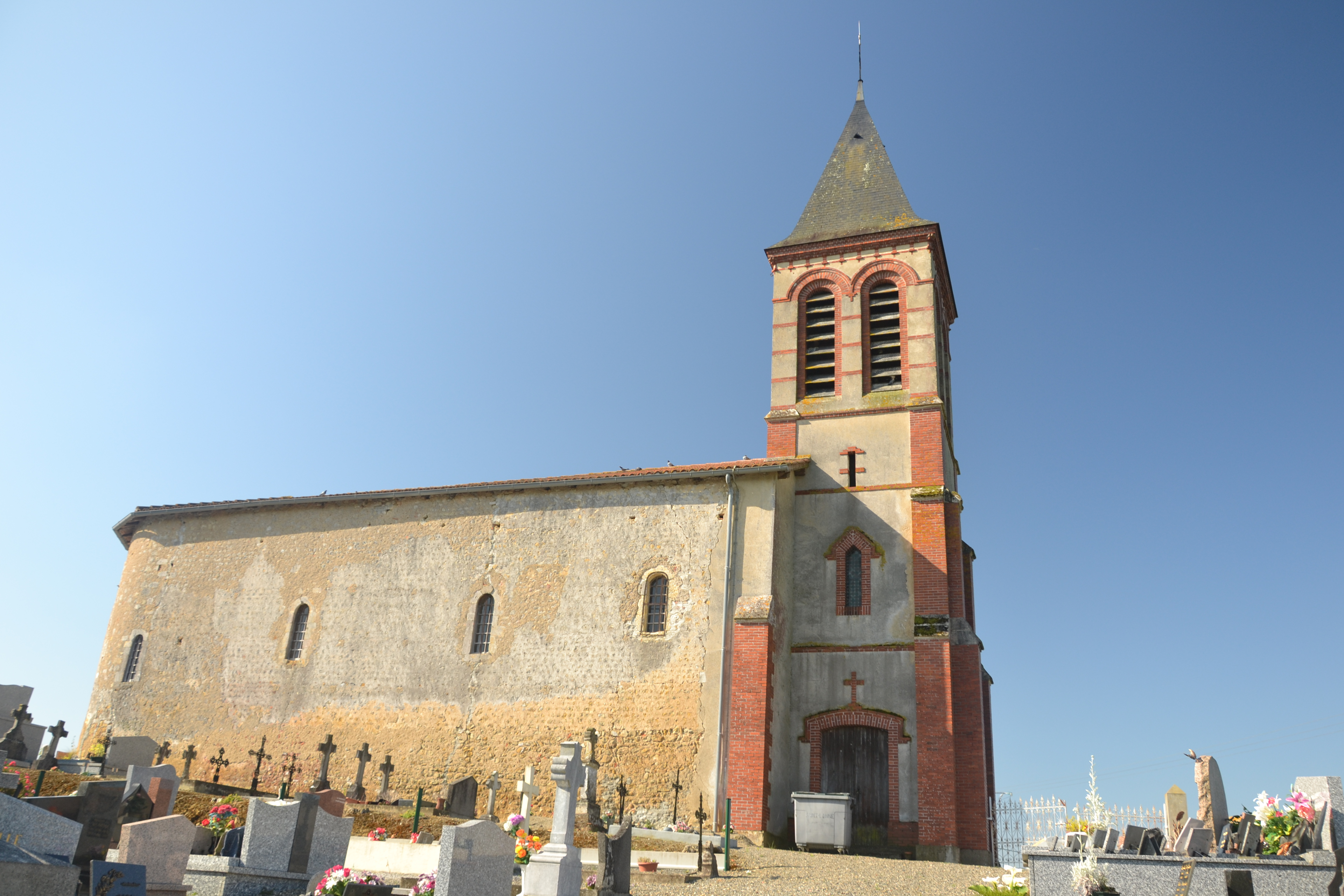
Kirche Saint-Jean-Baptiste
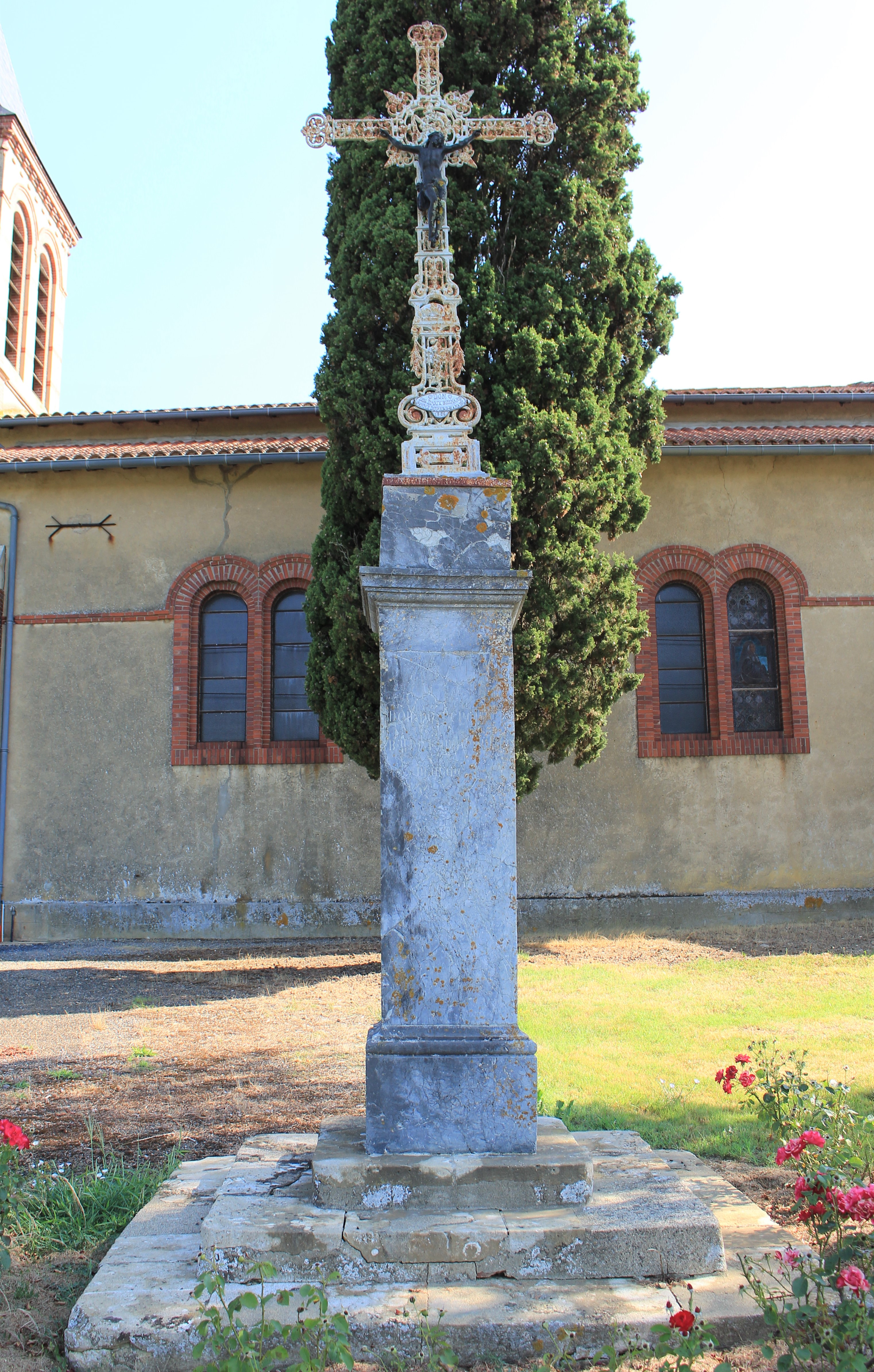
Monumentalkreuz
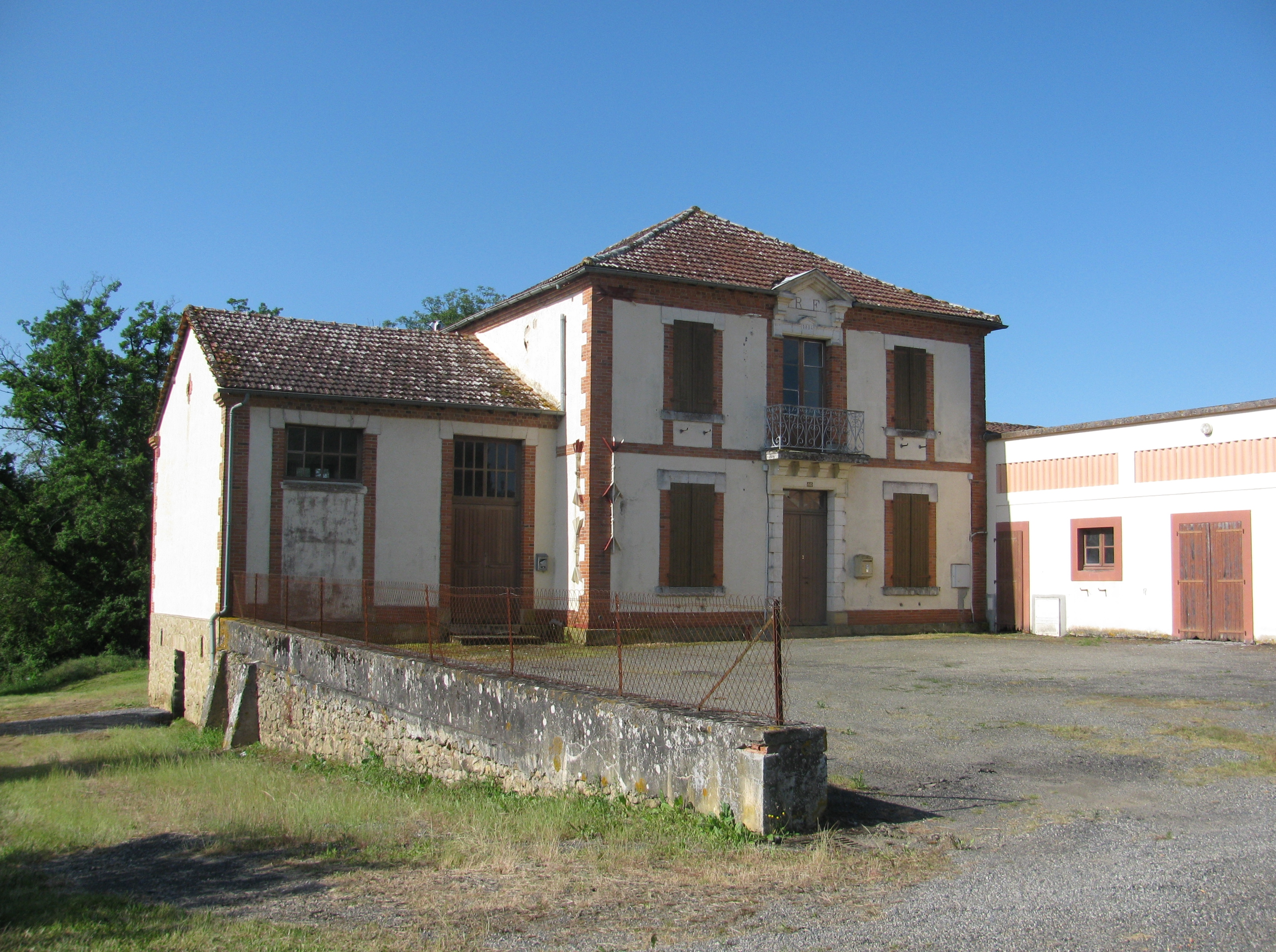
Schule
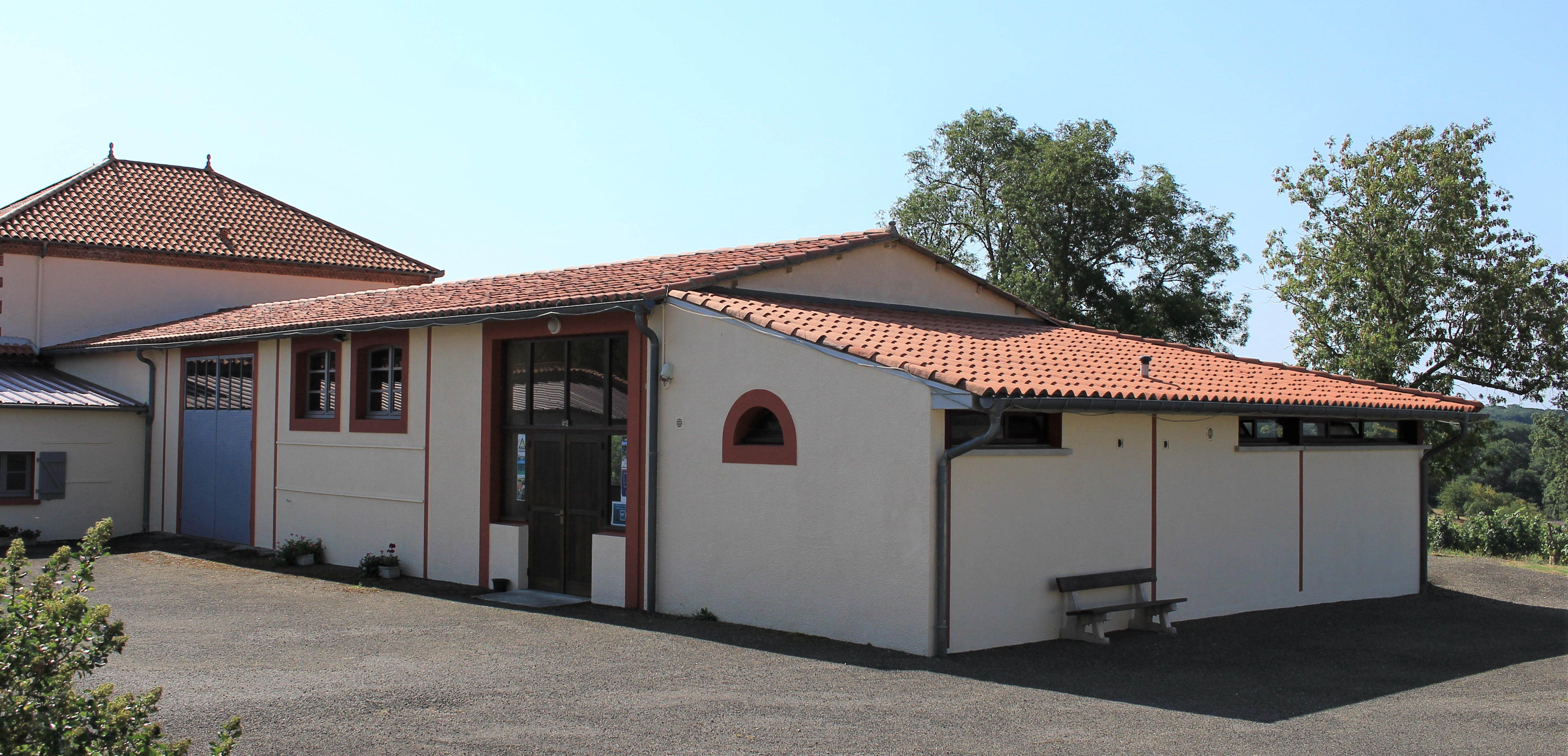
Gemeindefesthalle
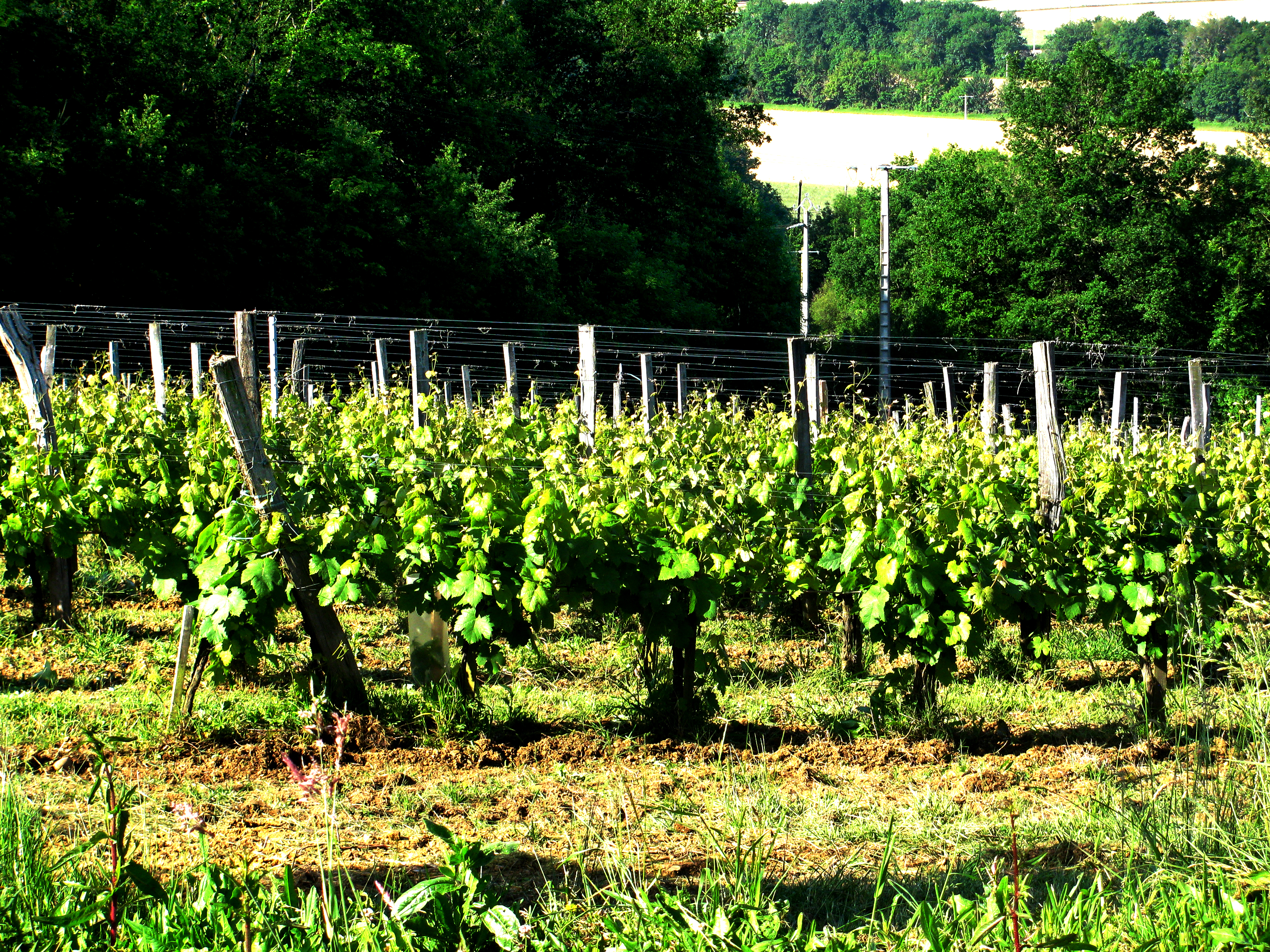
Weinreben in Saint-Lanne
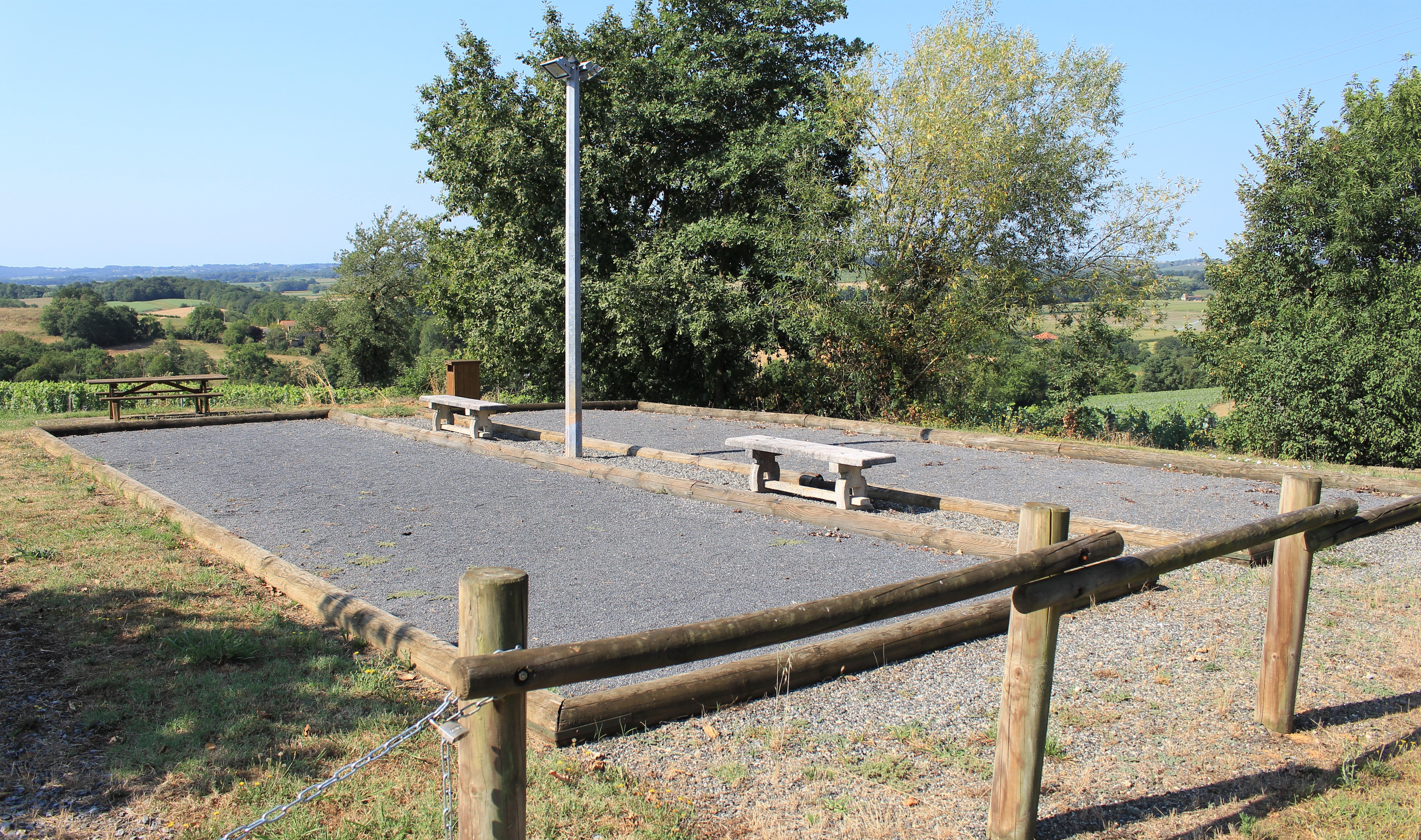
Boulodrome (Kegelbahn)

- Kirche Saint-Jean-Baptiste
- Monumentalkreuz
- Schule
- Gemeindefesthalle
- Weinreben in Saint-Lanne
- Boulodrome (Kegelbahn)

## Weinbau
Die Gemeinde gehört zum Weinbaugebiet Béarn. Hier werden Weine der Appellation Pacherenc du Vic-Bilh produziert.